# Mundelsheim
Mundelsheim is een gemeente in de Duitse deelstaat Baden-Wuerttemberg. Het is gelegen in de Landkreis Ludwigsburg, ongeveer 30 km ten noorden van Stuttgart en 20 km ten zuiden van Heilbronn, aan de rivier de Neckar. Het behoort tot de Metropoolregio Stuttgart. Mundelsheim telt 3.368 inwoners.

## Geschiedenis
Rond de tijd van de geboorte van Christus werd rond de Neckar-vallei bewoond door de Kelten. Met de Romeinse invasie werd het gebied opgenomen in het Romeinse rijk. Uit het bewind van de Romeinse overblijfselen van een Mithras-tempel getuigen op het terrein van het industriegebied Ottmarsheimer Höhe. Deze tempel behoorde toe aan een uitgebreide Romeinse nederzetting, die daar sinds de jaren negentig is bestudeerd bij het veiligstellen van opgravingen van oudheden en monumenten van de deelstaat Baden-Württemberg. Bij de aanleg van de federale snelweg 81 is een Romeinse villa ontdekt.
In 500 na Christus, begon de heerschappij van de Alemannen was een Alemannische edelman genaamd Mundolf, die de plaats zijn huidige naam gaf: "Mundolfsheim" wat in de taal was veranderd door de eeuwen heen in "Mundelsheim". In 1245 werd de plaats "Mundelsheim" voor het eerst vermeld in de archieven. Na het uiteenvallen van het hertogdom Schwaben kwam de gemeenschap in het bezit van de markgraaf van Baden. Dit leverde hem de 13e eeuw op van het leengoed van de Heren van Urbach. In 1422 kende keizer Sigismund Mundelsheim het gemeentelijk recht toe. De heren van Urbach namen deel aan vele overvallen op reizende kooplieden. Daarom trokken de keizerlijke steden Heilbronn en Schwäbisch Hall in 1440 eerder met een leger van 600 man te paard tegen Mundelsheim en vernietigden ze de gemeenschap.
1595 Mundelsheim werd verkocht aan het Huis van Württemberg. Tot 1806 was Mundelsheim de zetel van een stadsdeel dat eerst opkwam in het landelijke stadsdeelkantoor Beilstein en daarna in het landelijke stadsdeelkantoor Marbach. Toen dit in 1938 tijdens de gemeentelijke hervorming werd opgeheven, viel de gemeenschap in het landelijke district Ludwigsburg, waar het nu thuishoort.

## Religie
Terwijl de Reformatie sinds 1534 heerste in de aangrenzende gemeenten van Württemberg, volgden de districten van Baden zoals Mundelsheim en Besigheim pas veel later. Na de Vrede van Augsburg in 1555 voerde markgraaf Karl II van Baden-Durlach een uniform credo in zijn domein in en introduceerde het protestantse geloof in 1556. Tegenwoordig behoort de protestantse parochie van Mundelsheim tot de parochie van Marbach.
Er is ook de katholieke parochie St. Wolfgang in Mundelsheim en een parochie van de Nieuw-Apostolische Kerk.

## Wapenschild en vlag
Het stadswapen toont een opgestoken zilveren rechterhand in rood onder een liggende zwarte hertenpaal. Het wapen is geïntroduceerd na de overgang naar Württemberg en toont waarschijnlijk een hand die is opgeheven voor de eed van onderdanen. De hertenpaal staat voor behorend tot Württemberg.
De gemeentelijke vlag is wit en rood en werd uitgereikt op 4 augustus 1980.

## Cultuur en bezienswaardigheden

### Gebouwen

#### Nikolauskirche
Nikolauskirche was tot 1602 een kapel en werd toen uitgebreid als kerk. In 1836 werd de toren afgebroken en gebouwd met zandsteen in neoklassieke stijl. Een kostbaarheid van binnen is het Weimerorgel uit 1784.

#### Kilianskirche
Al in 1247 werd de Sint-Kiliankerk vermeld in een pauselijk document en behoorde ze toe aan het vrouwenkoorklooster Oberstenfeld. Zwaar beschadigd door een leger uit de vrije keizerlijke steden Heilbronn en Hall in 1440 en herbouwd in de grotere vorm van vandaag, herbergt het de moeite van het bekijken van laatgotische fresco's uit de jaren 1460 tot 1470.

#### Grossbottwarer Tor
Als teken van de stadspoort die in 1422 werd verleend, werd Mundelsheim versterkt met poorten, muren en greppels. De enige bewaard gebleven poort is de Grossbottwarer Tor. Het maakte deel uit van de vestingwerken en was tegelijkertijd de officiële residentie van de "poortwachter".

#### Hölderlin apotheek
Het huis werd in 1747 gebouwd door pastoor magister Johann Leonhard Hölderlin (oom van de dichter Friedrich Hölderlin). Het gepleisterde gebouw met twee verdiepingen heeft een schilddak in barokstijl. Sinds 1832 is hier een apotheek gevestigd, waaraan het gebouw zijn naam te danken heeft.

#### Gemeentelijk bakhuis
De oudste van de twee overgebleven Gemeentelijke bakhuis werd gebouwd in 1838 als gevolg van een hertogelijke opdracht voor brandpreventie. Tegenwoordig wordt het nog regelmatig als bakhuis gebruikt.

### Historische rondleiding
De historische rondleiding met 24 objecten in het centrum en andere attracties in de buitenruimte geeft inzicht in de geschiedenis van de plek. De tour begint op het marktplein voor het buurthuis. Er is een informatiebord waarop alle objecten staan vermeld. Op de gebouwen en monumenten staan borden met korte uitleg.

### Museum in de tiendenschuur
De geschiedenisvereniging Geschichtsverein Mundelsheim heeft in de voormalige tiendenschuur van het klooster Oberstenfeld een tentoonstelling wijnbouw ingericht. Op presenteerborden en vitrines krijgen de bezoekers uitleg over de historische achtergrond. Als extra stations worden een kuiper werkplaats en een wagenmaker werkplaats opgericht.

## Economie en infrastructuur
De economie van Mundelsheim wordt, net als die van de hele regio, gekenmerkt door wijn- en fruitteelt. Een zeer bekende wijnlocatie is de Mundelsheimer "Käsberg". Net als de andere locaties "Mühlbächer" en "Rozenberg", behoort het tot de grote Schalkstein-locatie in het laagland van Württemberg ("Württembergisch Unterland") in de wijnbouwgebied Württemberg.

### Verkeer
Mundelsheim is verbonden met het treinverkeer via busverbindingen naar Besigheim en Freiberg. Besigheim heeft een treinstation aan de Frankenbahn (Stuttgart - Würzburg). Freiberg wordt bediend door de S4-lijn (Backnang - Marbach - Stuttgart) van de Stuttgart S-Bahn.
Mundelsheim ligt direct aan de snelweg A 81 Heilbronn - Stuttgart met een eigen afrit.
Mundelsheim is ook per schip te bereiken. De Neckar-Personenschifffahrt heeft een aanlegsteiger direct aan het Neckar Valley fietspad.

### Krant
Mundelsheim Aktuell, de nieuwsbrief en het openbare aankondigingsorgaan van de gemeente, verschijnt eenmaal per week op vrijdag. De Bietigheimer Zeitung, de Ludwigsburger Kreiszeitung, de Neckar- und Enzbote, de Marbacher Zeitung en de Stuttgarter Zeitung doen regelmatig verslag van de actualiteit in Mundelsheim.

### Openbare en sociale instellingen

#### Kleuterscholen
Er zijn drie kleuterscholen in Mundelsheim: de twee gemeenschappelijke kleuterscholen "Seelhofen" en "Dammweg", evenals een protestantse kleuterschool.

#### Lokale bibliotheek
De lokale bibliotheek bevindt zich in de oude school. Kinder- en jeugdboeken, volwassen literatuur, informatieve non-fictieboeken, reisgidsen en boeken over de onderwerpen onderwijs, gezondheid, huisdieren, tuinieren, handwerk, koken en bakken zijn beschikbaar voor lezers. Audioboeken, cd's en games kunnen ook worden geleend.

#### Openluchtbad
Het openluchtbad, dat in de zomermaanden geopend is van begin mei tot half september, is idyllisch gelegen aan de rivier de Neckar. De voordelen van het kleine openluchtbad zijn het kristalheldere en mineraalrijke water met aangename temperaturen, ontspannende rust en een interessant vormgegeven kinderspeelplaats. Het is mogelijk om beachvolleybal, tafelvoetbal en tafeltennis te spelen. Bij de ingang is een kiosk. Parkeerplaatsen zijn in de directe omgeving.

#### Stedelijk bejaardentehuis
Mundelsheim heeft een zorgvoorziening in de vorm van het stedelijke bejaardentehuis van de Alexander Stift. Het combineert plaatsen voor intramurale zorg en plaatsen voor kortdurende zorg onder één dak. Er zijn ook assistentiewoningen voor senioren.

#### Helpers op locatie
Sinds mei 2016 is de vrijwillige brandweer van Mundelsheim ook een medische spoeddienst ter plaatse. Het is hun taak om zo snel mogelijk zorg te verlenen aan spoedpatiënten voordat de ambulancedienst arriveert.

#### Kerkelijke instellingen
De protestantse Nikolauskirche bevindt zich in Schulgasse, evenals het parochiekantoor. Het YMCA-huis in de Kappelstrasse doet dienst als gemeenschapscentrum. De protestantse Kilianskirche bevindt zich op de begraafplaats op de hoek van de Kirchhofgasse en de Kilianstrasse.
De katholieke kerk van St. Wolfgang met het buurthuis bevindt zich aan de Amselweg.
De Nieuw-Apostolische Kerk bevindt zich in de Fischerwertstraat.

### Onderwijs
De Georg Hager School was tot het einde van het schooljaar 2014/15 een lagere en middelbare school. Na de opheffing van de middelbare school is de Georg Hager School nu een vrijwillige basisschool die de hele dag doorgaat. Middelbare scholen kunnen b.v. in Besigheim kunnen Freiberg of Marbach worden bezocht.

### Toerisme
Er zijn talloze wandelpaden in Mundelsheim, waaronder de Käsbergweg met uitzicht op de beroemde Neckar-lus, evenals vijf wijn- en fruitwandelpaden, zes boswandelpaden en een waterwandelpad.
Mundelsheim ligt aan het Neckar Valley fietspad, dat loopt van Villingen-Schwenningen via Horb, Tübingen, Stuttgart, Heilbronn en Heidelberg naar Mannheim voor ongeveer 410 km langs de rivier de Neckar.
Affalterbach · 
Asperg · 
Benningen am Neckar ·
Besigheim · 
Bietigheim-Bissingen · 
Bönnigheim · 
Ditzingen ·
Eberdingen · 
Erdmannhausen · 
Erligheim · 
Freiberg am Neckar ·
Freudental · 
Gemmrigheim · 
Gerlingen · 
Großbottwar ·
Hemmingen · 
Hessigheim · 
Ingersheim ·
Kirchheim am Neckar · 
Korntal-Münchingen · 
Kornwestheim ·
Löchgau · 
Ludwigsburg ·
Marbach am Neckar · 
Markgröningen · 
Möglingen ·
Mundelsheim · 
Murr · 
Oberriexingen ·
Oberstenfeld · 
Pleidelsheim · 
Remseck am Neckar ·
Sachsenheim · 
Schwieberdingen · 
Sersheim ·
Steinheim an der Murr · 
Tamm · 
Vaihingen an der Enz · 
Walheim